# فرناندو سانچو
فرناندو سانچو (انگلیسی: Fernando Sancho؛ ‏ ۷ ژانویهٔ ۱۹۱۶ – ۳۱ ژوئیهٔ ۱۹۹۰) بازیگر اهل کشور اسپانیا بود.

## گزیدهٔ فیلم‌شناسی
از فیلم‌هایی که وی در آن نقش داشته است، می‌توان به خاور باختر، مرثیه‌ای برای یک بیگانه، ۵۵ روز در پکن، شاه شاهان، و در سال سوم، او دوباره برخاست، وقتی فرشتگان می‌خوابند، ده‌هزار دلار برای یک قتل‌عام، هفت تپانچه برای خانواده مک‌گرگور، بیست هزار دلار برای هفت نفر و ریتای غرب اشاره کرد.